# Grande Rio Artificial

Esquema geral do projeto

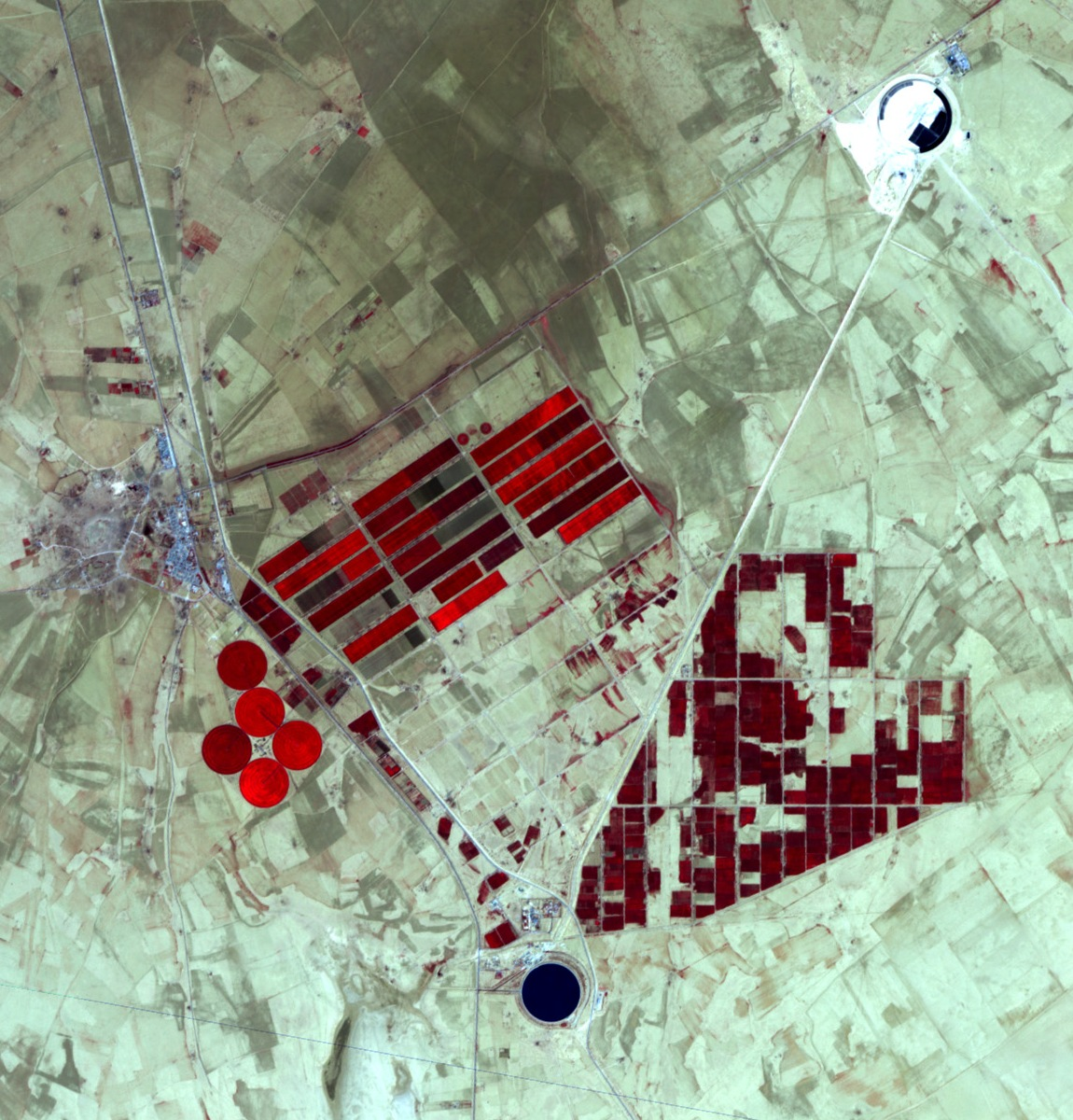
Imagem em cor falsa do reservatório Grand Omar Mukhtar. A água é mostrada em azul escuro e a vegetação em vermelho

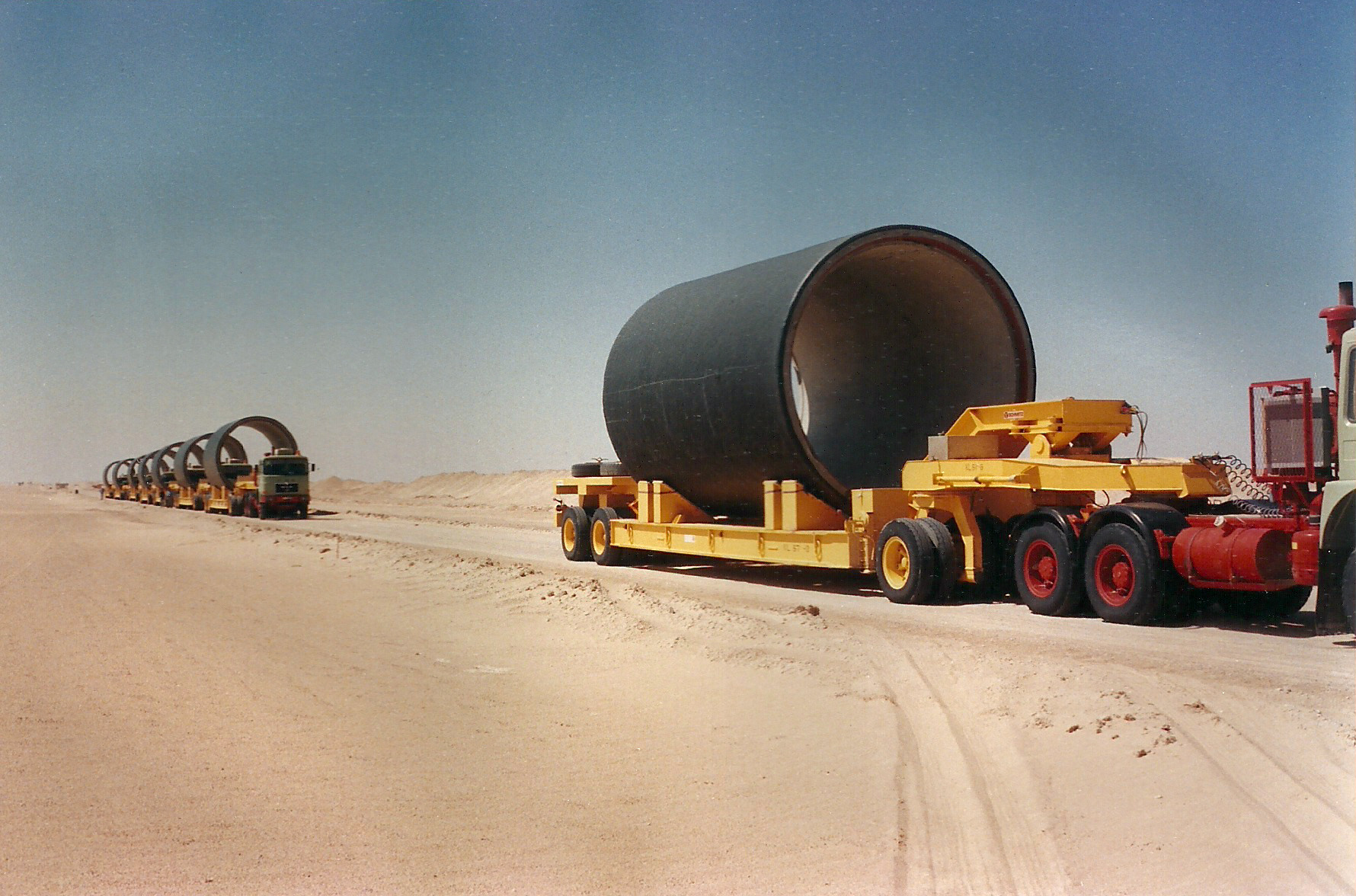
Transporte de tubagens durante a construção da obra

O Grande Rio Artificial da Líbia é uma rede das tubagens que distribui água retirada de aquíferos fósseis pelo deserto do Saara.  Cobre aproximadamente 2 000 000 km² na parte oriental do Deserto do Saara. É considerado por alguns como um dos maiores projetos de engenharia já realizado, pois é o maior projeto de irrigação jamais feito. O ex-líder Muammar Gaddafi chamou-lhe "oitava maravilha do mundo."
Consiste em mais de 1300 poços, a maioria deles de mais de 500 metros de profundidade, fornece 6 500 000 m³ de água doce por dia às cidades de Trípoli, Bengasi, Sirte e outras. O custo total do projeto é estimado em mais de 25 000 milhões de dólares. Durante anos absorveu metade do orçamento do estado líbio.
O aquífero de onde provém a água é conhecido como Sistema Aquífero de Arenito Núbio, e suas origens são anteriores à última era do gelo, sem reposição atual. Contém aproximadamente 150 000 km³ de água subterrânea. É o maior aquífero de água fóssil do mundo, isto é, a maior reserva de água subterrânea não  reabastecida por outras fontes.